# Gerhard Marcks
Gerhard Marcks (Berlino, 18 febbraio 1889 – Darmstadt, 13 novembre 1981) è stato uno scultore tedesco che è anche noto per i suoi disegni, xilografie, litografie e ceramiche.
Durante la prima guerra mondiale ha servito l'esercito tedesco, ciò gli ha causato dei problemi di salute a lungo periodo.
Quando Walter Gropius fondò la Bauhaus nel 1919 fu chiamato come insegnante. Durante il periodo nazista fu collocato tra gli artisti degenerati.